# Monte Cerro Bayo
Il Cerro Bayo è un vulcano situato lungo il confine tra l'Argentina ed il Cile.